# 雪雪·的斤
雪雪的斤（?—?），元朝畏兀儿人，是高昌回鶻亦都護，火赤哈儿·的斤之子，是纽林的斤的哥哥。
他的父亲太平奴死后，不答失里袭位为高昌王、畏兀儿亦都护。至元二十八年（1291年）冬十月，以前缅中行省平章政事雪雪的斤为中书省平章政事。雪雪的斤后来回到高昌为王。三十一年（1294年）六月，元成宗赐雪雪的斤公主钞千锭。兒子是朵儿的斤，驸马都尉、江浙行省丞相，封荆南王。朵儿的斤的兒子是伯顏不花的斤。